# Hawkinsville
Hawkinsville és una població dels Estats Units a l'estat de Geòrgia. Segons el cens del 2000 tenia 3.280 habitants.

## Demografia
Segons el cens del 2000, Hawkinsville tenia 3.280 habitants, 1.360 habitatges, i 867 famílies. La densitat de població era de 289,1 habitants/km².
Dels 1.360 habitatges en un 28,1% hi vivien nens de menys de 18 anys, en un 38,6% hi vivien parelles casades, en un 21,5% dones solteres, i en un 36,3% no eren unitats familiars. En el 33,7% dels habitatges hi vivien persones soles el 17,5% de les quals corresponia a persones de 65 anys o més que vivien soles. El nombre mitjà de persones vivint en cada habitatge era de 2,39 i el nombre mitjà de persones que vivien en cada família era de 3,06.
Per edats la població es repartia de la següent manera: un 26,2% tenia menys de 18 anys, un 9,2% entre 18 i 24, un 24,9% entre 25 i 44, un 23,2% de 45 a 60 i un 16,5% 65 anys o més.
L'edat mediana era de 37 anys. Per cada 100 dones de 18 o més anys hi havia 73,5 homes.
La renda mediana per habitatge era de 28.977 $ i la renda mediana per família de 32.926 $. Els homes tenien una renda mediana de 28.750 $ mentre que les dones 19.628 $. La renda per capita de la població era de 16.670 $. Entorn del 19,7% de les famílies i el 20,6% de la població estaven per davall del llindar de pobresa.

## Poblacions més properes
El següent diagrama mostra les poblacions més properes.